# Quinto Novio
Quinto Novio fue un poeta latino del siglo I a. C.

## Obra
Se conoce muy poco de su biografía, pero se han conservado cuarenta y nueve obras suyas, todas ellas del género de la atelana, al que dotó de dignidad literaria sin desposeerlo de su carácter popular y festivo, ya que se utilizaba habitualmente para las fiestas de máscaras tradicionales.
La importancia de su figura reside en esa capacidad para unir lo culto y lo popular que tantas veces se intentó en el periodo latino en oposición a otras corrientes que pretendían mantener la cultura como algo meramente elitista.
- Datos: Q962769